# Marlies Bardeli
Marlies Bardeli (* 1951 in Celle) ist eine deutsche Autorin von Kinder- und Drehbüchern, die außerdem als Theaterregisseurin und Lehrerin wirkte.

## Leben
Bardeli wuchs auf einem Bauernhof in Hansen bei Uelzen auf, später studierte sie Germanistik und Musik in Hannover. In den folgenden Jahren absolvierte sie eine Ausbildung zur Theaterlehrerin. Durchgehend schreibt sie Drehbücher für das Fernsehen oder Manuskripte für Theaterstücke. In den vergangenen Jahren veröffentlichte Bardeli diverse Kinderbücher. Sie unterrichtete die Fächer Musik und Darstellendes Spiel am Luisen-Gymnasium Bergedorf.
Marlies Bardeli lebt in Reinbek, ist verheiratet und hat zwei Kinder.

## Werke
- Ellington, Peter Hammer Verlag, 2018
- Als lachten alle Sterne, Karl Rauch, 2017
- Eine fantastische Reise, Helbling, 2014
- Timur und die Erfindungen aus lauter Liebe. Sauerländer, 2009
- Philines Zirkusreise: Eine Geschichte von Ende und Anfang. Sauerländer, 2004
- Die Befreiung des Herrn Kartuschke. Sauerländer, 2001
- Hast du Töne, Papa? Carl Ueberreuter, 1995
- Däumelings Reise zum Entchen von Tharau. Sauerländer, 1992
- Jakob und die Regenfrieda. Sauerländer, 1991
- Merle kann nicht singen. Sauerländer, 1988 (Fischer Schatzinsel, 1995)